# Ceratina flavovaria
Ceratina flavovaria är en biart som beskrevs av Gussakovsky 1933. Ceratina flavovaria ingår i släktet märgbin, och familjen långtungebin. Inga underarter finns listade i Catalogue of Life.